# Antonella Arancio
Antonella Arancio, pseudonimo di Ursula Arancio (Catania, 28 settembre 1974), è una cantante italiana.

## Biografia

### I primi anni
Catanese, entra nel mondo della musica già a 11 anni partecipando al gruppo dei Canterini Etnei, iniziando a studiare la chitarra. Svolge l'attività di corista per alcuni anni mentre frequenta il liceo artistico (per poi diplomarsi in lingue), finché nel 1991 vince il Festival della canzone siciliana, che le dà diritto di partecipare al Festival di Castrocaro di quell'anno.

### La notorietà con il Festival di Sanremo (1993-1996)
Nel 1993 si presenta a Sanremo Giovani con il brano dei Camaleonti Io per lui, canzone che le permetterà di salire sul palco dell'Ariston.
Prodotta artisticamente da Franco Migliacci, nel 1994 e nel 1995 partecipa al Festival di Sanremo rispettivamente con i brani Ricordi del cuore e Più di così. Il suo album d'esordio, uscito dopo la prima esperienza sanremese si intitola Grande amore davvero.
Nel 1995 esce il suo secondo disco, intitolato semplicemente Antonella Arancio. Esso contiene, fra l'altro, una canzone che la cantante greca Elli Kokkinou reinciderà per il mercato del suo Paese e la hit estiva Graffi sulla schiena con cui prende parte, sebbene in maniera fugace, al Festivalbar. Per dare maggiore visibilità a questa hit estiva, interviene inoltre, in qualità di ospite, in svariate trasmissioni televisive del periodo tra cui Super condotto da Gerry Scotti e Re per una notte condotto da Gigi Sabani. Nel 1996 l'album ottiene un ottimo riscontro in Sud America, mentre in Italia raggiungerà la top 50 degli album più venduti.
Nel 1996 la Arancio incide Recuerdos del alma, versione in spagnolo di Ricordi del cuore, ottimo successo in America Latina, dove compie un tour quello stesso anno. Nel frattempo incide anche numerose cover, tra cui una di Un angelo in blue jeans e partecipa anche al Goldenstag del 1996. Successivamente a queste esperienze, scompare dalle scene musicali.

### Anni recenti
Nel 2002-2003 partecipa, in qualità di cantante ospite fissa in studio, alla trasmissione Novecento, condotta da Pippo Baudo su Rai 1.
Il 5 marzo 2009 partecipa con il brano Senza di tia alla 10ª edizione del Festival della nuova canzone siciliana, ripreso dall'emittente siciliana Antenna Sicilia; la canzone viene inclusa in un nuovo album omonimo pubblicato sempre quell'anno. L'anno successivo è tornata a partecipare alla manifestazione in coppia con Giancarlo Guerrieri con il brano Comu veni veni.
Nel 2015 dedica insieme ad altri artisti un tributo ad Alessandro Bono con una cover della canzone Oppure no all'interno dell'album Tribute to Alessandro Bono, mentre nel 2018 pubblica sui mercati digitali il suo primo singolo inedito da oltre vent'anni, Quel vuoto immenso, decidendo di ritornare in attività nella produzione artistica.
Nel 2017 il suo vecchio album omonimo fatto tradurre nel 1996 in spagnolo balza alla 47ª posizione sul Billboard nella categoria Top Latin Albums, cosa che sorprende lei stessa.
Nel 2019, ha fatto un duetto con il cantante venezuelano El Chamo Gabriel con la canzone Se mi manchi, metà in spagnolo e metà in italiano.
Un frammento di Graffi sulla schiena è stato utilizzato nella seconda puntata della serie televisiva Locke & Key, prodotta e trasmessa da Netflix nel 2020.
Nel 2020 esce un nuovo album di inediti, Overseas, che contiene sia sonorità e ballate pop ritmiche che melodie più sentimentali e legate agli anni novanta.
Nel 2022 co-produce di nuovo insieme a El Chamo Gabriel il suo album Algo Hay, in cui l'artista siciliana partecipa a quattro brani.

### Vita privata
È sposata e ha una figlia, vive nella sua città natale dove gestisce una palestra e frequenta la città elvetica di Gstaad.

## Discografia

### Album
- 1994 - Grande amore davvero
- 1995 - Antonella Arancio (pubblicato nel 1996 nella versione in spagnolo)
- 2009 - Antonella Arancio
- 2020 - Overseas (solo sui mercati digitali)

### Singoli
- 1994 - Ricordi del cuore
- 1995 - Più di così
- 1996 - Recuerdos del alma
- 2018 - Quel vuoto immenso (solo sui mercati digitali)

### Partecipazioni (featuring)
- 2010 - Caminanti (album di Giancarlo Guerrieri, interpreta il brano Comu veni veni)
- 2015 - Tribute to Alessandro Bono - vol. 2 (cover del singolo "Oppure no" di Alessandro Bono)
- 2019 - Me voy de aquì (in duetto con El Chamo Gabriel)
- 2022 - Algo Hay (album di El Chamo Gabriel, presente in 4 canzoni)